# Gârceni
Gârceni é uma comuna romena localizada no distrito de Vaslui, na região de Moldávia. A comuna possui uma área de 57.76 km² e sua população era de 2578 habitantes segundo o censo de 2007.